# Tilesina gibbosa
Tilesina gibbosa és una espècie de peix pertanyent a la família dels agònids i l'única del gènere Tilesina.

## Descripció
- Fa 36 cm de llargària màxima.[4][5]

## Hàbitat
És un peix marí, demersal i de clima temperat (4 °C-13 °C) que viu entre 15 i 400 m de fondària.

## Distribució geogràfica
Es troba al Pacífic nord-occidental: des del sud del mar d'Okhotsk fins al nord del mar del Japó i la costa pacífica del nord del Japó.

## Observacions
És inofensiu per als humans.